# 松下知之
松下知之（日语：／ Matsushita Tomoyuki，2005年8月1日—），日本男子游泳运动员，2023年世界青年游泳锦标赛男子400米个人混合泳金牌得主、2024年夏季奥林匹克运动会男子400米个人混合泳银牌得主。